# Dieter Meyerhoff
Dieter Meyerhoff (* 19. März 1960 in Soltau) ist ein Brigadegeneral a. D. des Heeres der Bundeswehr. In seiner letzten Verwendung war er Kommandeur des Landeskommandos Nordrhein-Westfalen in Düsseldorf.

## Militärische Laufbahn

### Ausbildung und erste Verwendungen
Meyerhoff trat 1979 als Wehrpflichtiger beim Panzeraufklärungsbataillon 7 in Augustdorf in die Bundeswehr ein. Er wechselte in die Offizierslaufbahn und begann die zweijährige Ausbildung zum Offizier der Panzeraufklärungstruppe im Panzeraufklärungslehrbataillon 11 in Munster. Von 1981 bis 1984 studierte er Pädagogik an der Universität der Bundeswehr in Hamburg. Nach Abschluss seines Studiums diente er von 1985 bis 1988 als Zugführer im Panzeraufklärungsbataillon 3 in Lüneburg, gefolgt von einer Verwendung als Kompaniechef der 5. und hernach der 4. Kompanie in diesem Bataillon. Darauf folgend absolvierte er die 35. Generalstabsausbildung an der Führungsakademie der Bundeswehr in Hamburg.

### Dienst als Stabsoffizier
Zwischen 1994 und 1997 war Major Meyerhoff Referent im Bundesministerium der Verteidigung in Bonn. Von 1997 bis 1998 absolvierte er die Internationale Generalstabsausbildung am Joint Services Command and Staff College in Bracknell (Vereinigtes Königreich). Darauf folgend wurde er zum Kommando des IV. Deutschen Korps in Potsdam versetzt, wo er als Stabsoffizier in den Abteilungen G1 und G2 eingesetzt wurde. Von November 1999 bis April 2000 war Meyerhoff als Stabsoffizier G3 JIC im Hauptquartier KFOR im Auslandseinsatz. Von 2000 bis 2002 war er Kommandeur des Panzeraufklärungsbataillons 13 in Gotha. Während dieser Zeit war er als Adjutant beim Kommandeur Task Force Fox von Oktober 2001 bis Dezember 2001 in Mazedonien in seinem 2. Auslandseinsatz. Danach war Meyerhoff als Personalstabsoffizier eingesetzt, worauf eine Verwendung als Leiter des Bereichs Entwicklung beim Heeresamt in Köln folgte. Hierauf wurde er 2006 wiederum in das Verteidigungsministerium versetzt, wo er als Leiter der Personalabteilung im Führungsstab der Streitkräfte verwendet wurde. Von 2009 bis 2014 diente er als Chef des Stabes im Streitkräfteamt in Bonn. Nach einer kurzen Verwendung am Amt für Heeresentwicklung in Köln wurde er zum 1. Deutsch-Niederländischen Korps versetzt.

### Dienst als General
Im September 2014 wurde er stellvertretender Stabschef für Einsatz und Training. Damit verbunden war die Beförderung zum Brigadegeneral Seit März 2016 war er Chef des Stabes und von Januar 2019 bis März 2019 war er deren Stellvertretender Kommandeur. Anfang März 2019 übernahm er von Brigadegeneral Michael Matz den Posten des stellvertretenden Kommandeurs der 1. Panzerdivision. Seit August 2021 war er als Kommandeur Landeskommando NRW eingesetzt. Im September 2023 trat er in den Ruhestand.

### Auslandseinsätze
- November 1999 bis April 2000 Stabsoffizier G3 JIC im Hauptquartier KFOR, Kosovo
- Oktober 2001 bis Dezember 2001 Adjutant beim Kommandeur Task Force Fox, Mazedonien
- Juli 2016 bis Januar 2017 Assistant Chief of Staff (ACOS) J7 Resolute Support Mission, Afghanistan[3]

### Auszeichnungen
- Einsatzmedaille der Bundeswehr KFOR / NATO-Medaille KFOR
- Einsatzmedaille der Bundeswehr FOX / NATO-Medaille MACEDONIA
- Einsatzmedaille der Bundeswehr RESOLUTE SUPPORT / NATO-Medaille AFGHANISTAN

## Privates
Meyerhoff ist verheiratet und hat einen Sohn und eine Tochter.